# Fransk opera
Fransk opera er fransksprogede operaer og operaer af franske komponister. Den franske opera er en af Europas vigtigste operatraditioner, som omfatter værker af komponister som Rameau, Berlioz, Bizet, Debussy, Poulenc og Olivier Messiaen. Mange udenlandske komponister har også spillet en rolle for den franske tradition, herunder Gluck, Cherubini, Rossini, Meyerbeer, Offenbach og Verdi. 
Den franske operatradition begyndte ved kong Louis XIVs hof med Jean-Baptiste Lullys Cadmus et Hermione (1673), selv om der havde været forskellige eksperimenter med operagenren i Frankrig før da. Lully og hans librettist Quinault skabte en form, de kaldte tragédie en musique, en form hvor dans, musik og korsang var særligt fremtrædende. Lullys vigtigste efterfølger var Rameau. Efter Rameaus død blev tyske Gluck overtalt til at skabe seks operaer til scenen i Paris i 1770'erne. Gluck var påvirket af Rameau, men søgte et mere forenklet udtryk med større fokus på dramaet. I midten af det 18. århundrede var en anden genre blevet stedse mere populær i Frankrig: Det drejede sig om opéra comique, hvor arier vekslede med talt dialog. Fra 1820'erne aftog smagen for Glucks operaer i til fordel for værker af Rossini. Rossinis Guillaume Tell var med til at bane vejen for en ny operagenre, grand opéra, en form, hvis mest berømte eksponent var Giacomo Meyerbeer. Den lettere opéra comique var dog stadig meget populær som fortolket af komponister som Boieldieu, Auber og andre. En komponist som Hector Berlioz havde derfor svært ved at trænge igennem; hans episke mesterværk Les Troyens, der var kulminationen på den gluckske tradition, opnåede ikke at blive spillet i en komplet forestilling i de første hundrede år efter at Berlioz havde skrevet den.
Anden halvdel af det 19. århundrede blev domineret af Jacques Offenbach og den nye operettegenre med vittige og kyniske værker som Orphée aux enfers. Charles Gounod fik en enorm succes med Faust, og Bizet komponerede Carmen, der nok er den mest berømte franske opera af alle. På denne tid føltes Richard Wagners musik som en udfordring til den franske tradition. Det måske mest interessante svar på Wagner var Claude Debussy, hvis unikke operamesterværk var Pelléas et Mélisande (1902). Ravel, Poulenc og Messiaen er også franske navne fra det 20. århundrede, der er værd at bemærke.

## Begyndelsen til fransk opera: Lully
De første operaer, der blev sat op i Frankrig, blev importeret fra Italien; den første var Francesco Sacratis La finta Pazza i 1645. Det franske publikum gav dem imidlertid en lunken modtagelse. Grunden hertil var delvis politisk, da disse operaer blev fremmet af den italienskfødte kardinal Jules Mazarin (egl. Giulio Mazarino), der dengang var førsteminister for den unge Ludvig XIV og en dybt upopulær figur i store dele af det franske samfund. En anden grund var musikalsk, eftersom det franske hof allerede havde en veletableret form for scenemusik, ballet de cour, som indbefattede sungne elementer samt dans og et prægtigt show. Da to operaer af tidens største italienske komponist, Francesco Cavalli, blev fiaskoer i Paris i hhv. 1660 og 1662, var udsigterne til, at opera skulle blomstre i Frankrig, dårlige. Paradoksalt nok skulle det blive en italiensk komponist, der skulle give operaen varigt fodfæste i Frankrig og grundlægge den franske operatradition.
Jean-Baptiste Lully (egl. Giovanni Battista Lulli), en florentiner, var allerede Ludvig XIVs favoritmusiker og havde fået fuldt kongelige beføjelser i 1661. Han var opsat på at omskabe det franske kulturliv efter sin smag. Lully havde et sikkert instinkt for at vide præcis, hvad der ville tiltale hans herres smag og den franske offentligheds smag i almindelighed. Han havde allerede komponeret musik til den ekstravagante underholdning ved hoffet samt til teater, herunder musik til comédies-ballets, der blev opført som intermezzi i skuespil af Molière. Men da Molière og Lully havde et bittert og uforsonligt forhold til hinanden, søgte og fandt komponisten en ny og mere føjelig samarbejdspartner i Philippe Quinault, der skulle skrive libretti til alle Lullys operaer pånær to. Den 27. april 1673 gik Lullys Cadmus et Hermione – ofte betragtet som den første franske opera i ordets egentlige betydning – over scenen i Paris. Den var et værk i en helt ny genre, som Lully og Quinault kaldte tragédie en musique, en form for opera der var specielt tilpasset den franske smag. Lully fortsatte med at producere tragédies en musique og komponerede mindst en hvert år indtil sin død i 1687, og disse værker var nærmest synonym med fransk opera i næsten et århundrede. Som navnet antyder var tragedies en musique inspireret af den franske klassiske tragedie af Corneille og Racine. Lully og Quinault erstattede de forvirrende og barokke plots, som passede mere ind i italiensk smag, med en langt klarere struktur i fem akter. Hver af de fem akter fulgte et alment mønster. En arie, hvor en af hovedpersonerne udtrykte sine inderste følelser, efterfulgtes af recitativer blandet med korte arier (petits airs), som fremmede handlingsgangen i stykket. Akterne sluttede med et divertissement, det mest slående træk ved fransk barokopera, der gjorde det muligt for komponisten at imødekomme tilskuernes ønsker om at opleve dans, store kor og smukke kulisser. Lully og Quinaults recitativ var også tilpasset og formet til det franske sprogs særlige krav. Før selve operaens fem akter var der en allegorisk prolog, inspireret af italienerne; prologen blev normalt brugt til at hylde kongen, men faktisk var hele operaen ofte en slet skjult smiger, idet kongen var repræsenteret ved handlingens ædle helte, der var hentet fra klassiske myter eller middelalderlig romantik. Tragedie en musique var en form, til hvilken alle kunstarter, ikke blot musikken, leverede et afgørende bidrag. Quinaults vers blev kombineret med kulisser designet af Carlo Vigarani eller Jean Bérain og koreografi af Beauchamp og Olivet samt spektakulære sceneeffekter. Som en af genrens modstandere, Melchior Grimm, nødtvungent måtte indrømme: "For at dømme det er det ikke nok at se det på papir og læse partituret; man må have det visuelle indtryk fra scenen med".

## Fra Lully til Rameau: Nye genrer
Fransk opera var nu etableret som en særskilt genre. Selvom den franske opera var påvirket af italienske forbilleder, adskilte tragédie en musique sig i stigende grad fra den form, der dominerede i Italien, opera seria. Det franske publikum brød sig ikke om kastratsangere, der var meget populære i resten af Europa, men foretrak, at den mandlige helt blev sunget af en haute-contre, der var en særlig høj tenorstemme. Det dramatiske recitativ var kernen i Lullys operaer, mens stilen i Italien var blevet reduceret til seccorecitativer, hvor talesangen kun blev ledsaget af continuospil. Korsang og danse, som udgjorde centrale elementer i de franske værker, var der få eller ingen af i opera seria. Diskussioner om den franske overfor den italienske form dominerede musikkritikken hele det følgende århundrede, indtil Gluck ankom til Paris og effektivt forenede de to traditioner med sin operareform.
Lully havde ikke sikret sig sin position som den førende franske komponist gennem musikalske talenter alene. Faktisk havde han brugt sit venskab med kong Ludvig for at sikre sig et forretningsmæssigt monopol på offentlige sceneopførelser af musik. Det var først efter Lullys død, at andre operakomponister kom ud af hans skygge. Den mest bemærkelsesværdige var nok Marc-Antoine Charpentier, hvis eneste tragédie en musique, Médée, blev sat op i Paris i 1693. Den fik en meget blandet modtagelse, fordi Lullys tilhængere var forfærdede over Charpentiers brug af italienske elementer i operaen, især de dissonante harmonier, komponisten havde lært af sin lærer Giacomo Carissimi i Rom. Ikke desto mindre bliver Médée omtalt som den "nok fineste franske opera i det 17. århundrede".
Andre komponister forsøgte sig med tragédie en musique i årene efter Lullys død, herunder Marin Marais (Alcyone, 1703), Destouches (Télémaque, 1714) og André Campra (Tancrède, 1702 og Idomenée, 1712). Campra havde også opfundet en ny, lettere genre, opéra-ballet. Som navnet antyder, indeholdt opéra-ballet endnu mere dansemusik end tragédie en musique. Værkernes emner var generelt meget mindre ophøjede; plottet stammede ikke nødvendigvis fra den klassiske mytologi, ligesom man tillod komiske elementer, som Lully ellers havde afvist at bruge i sine tragédies en musique efter Thésée (1675). Opéra-ballet bestod af en prolog efterfulgt af en række selvstændige optrin (også kendt som entrées), der ofte var løst grupperet omkring et enkelt tema. De enkelte optrin kunne også opføres enkeltvis som actes de ballet. Campras første værk af denne slags, L'Europe Galante (1697), er et godt eksempel. Hvert af de fire akter foregår i et europæisk land (Frankrig, Spanien, Italien og Tyrkiet) og har en handling, der involverer almindelige middelklassefolk. Opéra-ballet fortsatte med at være en uhyre populær form i resten af barokken. En anden populær genre i tiden var pastorale héroïque, en genre som Lullys sidste hele opera, Acis et Galatée (1686), var skrevet i. Pastorale héroïque brugte almindeligvis klassiske emner fra den pastorale digtning og var i tre akter, ikke fem som tragédie en musique. På denne tid begyndte nogle komponister også at eksperimentere med at skrive de første franske komiske operaer, fx Mouret, der komponerede Les Amours de Ragonde (1714).

## Rameau
Jean-Philippe Rameau var den vigtigste komponist i Frankrig i tiden efter Lully. Han var også en meget kontroversiel figur, og hans operaer blev angrebet af såvel forsvarere af den franske Lully-tradition som forkæmpere for italiensk musik. Rameau var næsten halvtreds, da han skrev sin første opera, Hippolyte et Aricie, i 1733. Indtil dette tidspunkt havde hans omdømme hovedsagelig hvilet på hans musikteoretiske værker. Hippolyte et Aricie vakte øjeblikkelig opsigt. Nogle var, som Campra, imponerede over Rameaus utrolige iderigdom, mens andre, der var tilhængere af Lully, fandt Rameaus brug af usædvanlige harmonier og dissonans forvirrende. En ordkrig mellem "lullister" og "ramister" rasede resten af årtiet. Rameau gjorde få forsøg på at skabe nye genrer; i stedet tog han eksisterende former og fornyede dem indefra gennem sit meget originale tonesprog. Han var en produktiv komponist og skrev fem tragédies en musique, seks opéra-ballets, talrige pastorales héroïques og actes de ballets samt to komiske operaer. Han reviderede ofte sine værker flere gange, indtil de bar ringe lighed med de originale versioner. I 1745 var Rameau blevet accepteret som den officielle hofkomponist, men en ny polemik brød ud i 1750'erne: Det var den såkaldte Querelle des Bouffons, hvor tilhængere af den italienske opera som fx filosoffen og musikeren Jean-Jacques Rousseau beskyldte Rameau for at være gammeldags og sat. "Antinationalisterne" (som de var også kendt som) afviste Rameaus stil, som de mente var alt for distanceret fra ægte følelsesmæssige udtryk til fordel for den enkelhed og "naturlighed", som de mente at finde i den italienske opera buffa som fx Pergolesis La serva padrona. Deres argumenter skulle øve stor indflydelse på den franske opera i anden halvdel af det 18. århundrede, især på den nye form, opéra comique.

## Opéra comique i vækst
Opéra comique fik en start i begyndelsen af det 18. århundrede, ikke i prestigefyldte operahuse og aristokratiske saloner, men på teatre og markeder i Paris. Skuespil begyndte at indbefatte musikalske numre, vaudeviller, hvor eksisterende populære melodier fik ny tekst. I 1715 fik de to markedspladsteatre fælles ledelse, en institution kaldet Théâtre de l'Opéra-Comique. På trods af stor modstand fra rivaliserende teatre blomstrede foretagendet, og komponister blev gradvist hentet ind for at skrive original musik til værkerne, der blev den franske pendant til det tyske Singspiel, fordi de indeholdt en blanding af arier og talt dialog . Den ovenfor nævnte Querelle des Bouffons (1752-1754) blev et vendepunkt for opéra comique. I 1752 producerede den førende forkæmper for italiensk musik, Jean-Jacques Rousseau, en kort opera, Le Devin du village, i et forsøg på at etablere sine idealer om musikalsk enkelhed og naturlighed i Frankrig. Selvom Rousseaus værk ikke havde talt dialog, viste det sig at være en ideel model for komponister af opéra comique. Disse omfattede Egidio Duni, hvis Le Peintre amoureux de son modèle udkom i 1757, samt for Philidor (Tom Jones, 1765) og Monsigny (Le déserteur, 1769). Alle disse stykker har almindelige borgerlige personer i stedet for klassiske helte. Den vigtigste og mest populære komponist af opéra comique i slutningen af det 18. århundrede var André Ernest Modeste Grétry. Grétry blandede med held italiensk melodik med en omhyggelig fransk sprogbehandling. Han var en alsidig komponist, som tog en bred vifte af emner op i sine opéras comiques, fra orientalske eventyr (Zémire et Azor (1772)) over musikalske satirer (Le jugement de Midas (1778)) til hjemlig farce (L'Amant jaloux (1778)). Hans mest berømte værk var den historiske "redningsopera", Richard Coeur-de-lion (1784), der opnåede international popularitet; den blev sat op i London i 1786 og i Boston i 1797.

## Gluck i Paris
Mens opéra comique blomstrede i 1760'erne, stod den seriøse franske opera i et dødvande. Rameau var død i 1764 uden at have set sin sidste store tragédie en musique, Les Boréades, opført. Ingen fransk komponist syntes i stand til at indtage hans plads. I stedet kom en ledende operakomponist fra udlandet til Frankrig. Christoph Willibald Gluck, en tysker, der allerede var berømt for sine reformer af italiensk opera, der havde erstattet den gamle opera seria med en langt mere dramatisk og direkte form for musikteater, havde skrevet Orfeo ed Euridice i 1762. Gluck beundrede fransk opera og havde taget ved lære af både Rameau og Rousseau. Med støtte fra sin tidligere musikelev, Marie Antoinette, som blev gift med den kommende franske konge Ludvig XVI i 1770, underskrev Gluck en kontrakt med Paris' Opéra om seks sceneværker. Han lagde ud med Iphigenie en Aulide (19. april 1774). Premieren udløste en enorm polemik, næsten en krig, som ikke var blevet set i byen siden Querelle des Bouffons. Glucks modstandere bragte den førende italienske komponist, Niccolò Piccinni, til Paris for at vise den napolitanske operas overlegenhed, og "hele byen" blev involveret i en diskussion mellem "gluckister" og "piccinnister".
Den 2. august 1774 blev den franske version af Orfeo ed Euridice opført, idet titelrollen blev omskrevet, så den kunne synges af en haute-contre i stedet for en kastratsanger i overensstemmelse med den franske smag for høje tenorstemmer, der havde hersket siden Lullys dage. Denne gang blev Glucks værk bedre modtaget af den parisiske offentlighed. Gluck fortsatte med at skrive en revideret fransk udgave af sin Alceste samt de nye værker, Armide (1777), Iphigenia en Tauride (1779) og Echo et Narcisse til scenen i Paris. Efter sidstnævnte operas fiasko forlod Gluck Paris og trak sig tilbage fra sin karriere som komponist. Han havde da øvet en enorm indflydelse på fransk musik og en række andre udenlandske komponister fulgte hans eksempel og kom til Paris for at skrive operaer i den nye stil, herunder Antonio Salieri (Les Danaïdes, 1784) og Sacchini (Oedipe à Colone, 1786).

## Fra revolution til Rossini
Den franske revolution i 1789 blev et kulturelt vendepunkt: Hvad der var tilbage af den gamle tradition fra Lully og Rameau, blev nu endegyldigt fejet af banen – og først genopdaget i det 20. århundrede. Glucks skole og opéra comique levede videre, men de begyndte nu at afspejle de turbulente begivenheder, der fandt sted i Frankrig og det øvrige Europa. Etablerede komponister som Grétry og Nicolas-Marie d'Alayrac fik i opdrag at skrive patriotiske propagandastykker for det nye regime. Et typisk eksempel er Gossecs Le Triomphe de la République (1793), der fejrede Slaget ved Valmy, der havde været en afgørende begivenhed det foregående år. En ny generation af komponister dukkede op ledet af Étienne Méhul og den italienskfødte Luigi Cherubini. De anvendte Glucks principper på opéra comique-genren og gav den en ny dramatisk alvor og et musikalsk raffinement. De stormfulde lidenskaber, som indgår i Méhuls operaer fra 1790'erne som fx Stratonice og Ariodant, indbragte denne komponist et ry som den første romantikerkomponist. Cherubinis værker afspejlede også tiden. Lodoiska var en "redningsopera", der er foregår i Polen, hvor den fængslede heltinde bliver befriet og hendes undertrykker væltet. Cherubinis mesterværk, Médée (1797), afspejlede revolutionens blodsudgydelser: Denne opera har altid været mere populær i udlandet end i Frankrig. Den lettere Les deux journées (1800) udtrykte en ny forsoningsstemning i Frankrig.
Der var blevet flere teatre i løbet af 1790'erne, men da Napoleon kom til magten, gjorde han kort proces og reducerede antallet af parisiske operascener til tre. Det var Opéra, hvor man spillede alvorlige operaer med recitativer, ikke med dialog, Opéra-Comique, hvor man spillede værker med talt dialog på fransk, og Théâtre-Italien, hvor man spillede importerede italienske operaer. Alle tre gjorde krav på at spille en ledende rolle i løbet af det næste halve århundrede. På førstnævnte opera stadfæstede Gaspare Spontini den alvorlige gluckske tradition med La Vestale (1807) og Fernand Cortez (1809). Ikke desto mindre var lysere, nye opéras comiques af Boieldieu og Isouard et større hit hos det franske publikum, der også strømmede til Théâtre-Italien for at se traditionelle opere buffe og værker i den nye, fashionable bel canto-stil, især værker af Rossini, hvis berømmelse var udbredt over hele Europa. Rossinis indflydelse begyndte at gennemsyre den franske opéra comique. Dens tilstedeværelse mærkes i Boieldieus største succes, La Dame Blanche (1825), samt senere værker af Daniel Auber (Fra Diavolo, 1830, Le Domino noir, 1837), Ferdinand Hérold (Zampa, 1831) og Adolphe Adam ( Le Postillon de Longjumeau, 1836). I 1823 gjorde Théâtre-Italien et kup, idet det overtalte Rossini til at komme til Paris og overtage posten som leder af operahuset. Rossini fik en velkomst, der var en moderne medieberømthed værdig. Rossini fik Théâtre-Italien økonomisk på fode, men han vendte også sin opmærksomhed mod Opéra, hvor franske versioner af hans italienske operaer og et nyt stykke, Guillaume Tell (1829), blev opført. Denne opera skulle blive Rossinis sidste sceneværk. Nedslidt af det hårde arbejde med at drive et teater og desillusioneret over den fejlslagne Guillaume Tell trak Rossini sig tilbage som komponist.

## Grand opéra
Guillaume Tell var måske som udgangspunkt en fiasko, men sammen med et værk fra det foregående år, Aubers La muette de Portici, indvarslede operaen en ny genre, der kom til at dominere den franske operascene resten af århundredet, nemlig grand opéra. Det var opera i en grandios skala om heroiske og historiske emner med store sangerbesætninger og orkestre, overdådige kostumer og kulisser og spektakulære sceniske effekter og – efter fransk tradition – en stor ballet. Grand opéra var allerede blevet indvarslet af værker som Spontinis La Vestale og Cherubinis Les Abencérages (1813), men historisk er genren først og fremmest associeret med Giacomo Meyerbeer. Ligesom Gluck var Meyerbeer en tysker, der havde lært sit håndværk ved at komponere italiensk opera, inden han kom til Paris. Hans første arbejde for Opéra var Robert le Diable (1831), som blev en sensation; publikum var især begejstrede for balletsekvensen i tredje akt, hvor nonnespøgelser ses stige op fra deres grave. Sammen med Meyerbeers tre følgende operaer, Les Huguenots (1836),Le prophète (1849) og L'Africaine (1865) blev disse en del af repertoiret i hele Europa i resten af det 19. århundrede og øvede en enorm indflydelse på andre komponister, selvom den musikalske værdi af disse ekstravagante værker har været omdiskuteret. Faktisk er det mest berømte eksempel på en fransk grand opéra, som man har en vis sandsynlighed for at opleve på en operascene i dag, skrevet af italieneren Giuseppe Verdi, hvis Don Carlos for operaen i Paris gik over scenen første gang i 1867.

## Berlioz
Mens Meyerbeers popularitet var falmet, var lykken for en anden fransk komponist vendt markant i de seneste årtier, altså posthumt. På deres egen tid var Hector Berlioz' operaer dog ikke publikumsfavoritter. Berlioz var en enestående blanding af en nyskabende modernist og en bagudskuende konservativ. Hans operasmag var blevet dannet i 1820'erne, hvor værker af Gluck og hans tilhængere var blevet skubbet til side til fordel for Rossinis bel canto. Selvom Berlioz modstræbende beundrede nogle værker af Rossini, foragtede han, hvad han betragtede som den italienske stils tendens til udvendighed og længtes efter at vende tilbage til Glucks idealer om egentlige dramatiske operaer. Han var helt og holdent romantiker, ivrig efter at finde nye musikalske udtryk. Hans første og eneste arbejde for Opéra var Benvenuto Cellini (1838), en berygtet fiasko. Publikum kunne ikke forstå operaens originalitet, og musikerne fandt dens utraditionelle rytmer umulige at spille. Tyve år senere begyndte Berlioz at skrive sit operamesterværk Les Troyens med sig selv snarere end datidens publikum i tankerne. Les Troyens blev kulminationen på den franske klassiske tradition, der var indledt med Gluck og Spontini. Forudsigeligt nok blev værket ikke antaget i dets fuldstændige form; det varer fire timer. Det skete først, som komponisten havde forudset det, meget senere, nemlig i anden halvdel af det 20. århundrede: "Hvis bare jeg kunne leve til jeg blev 140, ville mit liv blive afgjort interessant", har Berlioz sagt. Berlioz' tredje og sidste opera, den shakespearske komedie Béatrice et Bénédict (1862), blev skrevet for et teater i Tyskland, hvor publikum satte langt mere pris på hans musikalske opfindsomhed. 

## Slutningen af det 19. århundrede
Berlioz var ikke den eneste, der var utilfreds med operalivet i Paris. I 1850'erne forsøgte to nye teatre at bryde det monopol, som Opéra og Opéra-Comique besad på musikteater i hovedstaden. Théâtre Lyrique fungerede fra 1851 til 1870. Det var her, at Berlioz i 1863 så den eneste del af Les Troyens, der blev opført i hans levetid. Men Théatre Lyrique iscenesatte uropførelser af værker af en ny generation af franske operakomponister, der blev ført an af Charles Gounod og Georges Bizet. Selvom de ikke var så nyskabende som Berlioz, var disse komponister modtagelige for nye musikalske påvirkninger. De kunne også godt lide at skrive operaer om litterære emner. Gounods Faust (1859), baseret på Goethes værk, blev en enorm succes. Han fulgte den op med Mireille (1864), baseret på et provencalsk episk digt af Frédéric Mistral, og den Shakespeare-inspirerede Roméo et Juliette (1867). Bizet tilbød Théâtre Lyrique Perlefiskerne (1863) og La jolie fille de Perth, men hans største triumf skrev han for Opéra-Comique. Carmen (1875) er nu måske den mest berømte af alle franske operaer. Samtidens kritikere og publikum var dog chokerede over dens utraditionelle blanding af romantisk lidenskab og realisme.
En anden, der var utilfreds med den parisiske operascene i midten af det 19. århundrede var Jacques Offenbach. Han fandt, at moderne franske opéra-comiques ikke længere gav plads til... komik. Hans lille teater, Bouffes-Parisiens, blev etableret i 1855 og opførte korte enaktere fulde af farce og satire. I 1858 forsøgte Offenbach noget mere ambitiøst. Orphee aux enfers var det første værk i den nye operettegenre. Orphée aux enfers var både en parodi på den højtravende klassiske tragedie og en satire over det moderne samfund. Dens utrolige popularitet fik Offenbach til at følge op med flere operetter som La Belle Hélène (1864) og La vie parisienne (1866) samt den mere alvorlige Les contes d'Hoffmann (1881).
Operaen blomstrede i slutningen af det 19. århundredes Paris, og mange værker fra perioden har opnået international berømmelse. Disse omfatter Mignon (1866) og Hamlet (1868) af Ambroise Thomas, Samson et Dalila (1877; den blev opført på Opéras nye scene i Palais Garnier) af Camille Saint-Saëns, Lakmé (1883) af Léo Delibes og Le Roi d'Ys (1888) af Édouard Lalo. De mest konsekvent succesfulde komponist fra perioden var Jules Massenet, der producerede 25 operaer i sin karakteristisk lette og elegante stil, herunder flere for Théâtre de la Monnaie i Bruxelles og Opéra de Monte-Carlo. Hans tragiske romancer Manon (1884) og Werther (1892) har overlevet ændringer i musikalske mode og opføres stadig i stor udstrækning i dag.

## Fransk wagnerianere og Debussy
De konservative musikkritikere, der havde afvist Berlioz, opdagede snart en ny trussel i form af Richard Wagner, den tyske komponist, hvis revolutionære musikdramaer var årsag til polemik i hele Europa. Da Wagner fremlagde en revideret udgave af sin opera Tannhäuseri Paris i 1861, medførte det så megen fjendtlighed, at forestillingsrækken blev aflyst efter kun tre forestillinger. Et forværret forhold mellem Frankrig og Tyskland gjorde kun sagen værre, og efter den fransk-preussiske krig i 1870-71 var der også politiske og nationalistiske grunde til at afvise Wagners værk. Traditionalistiske kritikere brugte ordet "Wagner" som et skældsord for noget, der var moderne i musik. Men komponister som Gounod og Bizet var allerede begyndt at indføre Wagners harmoniske fornyelser i deres partiturer, og mange fremadtænkende kunstnere som digteren Charles Baudelaire roste Wagners "Musik der Zukunft". Nogle franske komponister begyndte at adoptere Wagners æstetiske ideer uden skelnen. Disse omfattede Emmanuel Chabrier (Gwendoline, 1886) og Ernest Chausson (Le roi Arthus, 1903). Få af disse værker har holdt sig i repertoiret; de lænede sig for tæt opad deres forbillede til, at de kunne bevare noget individuelt udtryk af blivende værdi.
Claude Debussy havde en meget mere ambivalent – og i sidste ende mere frugtbar – holdning til Wagners indflydelse. Oprindeligt var han overvældet af sin oplevelse af Wagners operaer, især af Parsifal. Debussy forsøgte senere forsøgte at bryde fri af af den magt, som "troldmanden fra Bayreuth" udøvede. Debussys eneste opera, Pelleas et Mélisande (1902), viser den tyske komponists indflydelse gennem den centrale rolle, som orkestret spiller, og gennem den fuldstændige afskaffelse af den traditionelle skelnen mellem arie og recitativ. Faktisk havde Debussy klaget over, at der var "for meget sang" i traditionel opera og erstattet den med en mere flydende vokal deklamation, der var moduleret over det franske sprogs egen rytmik. Kærlighedshistorien om Pelléas et Mélisande undgik de store lidenskaber, som Wagners Tristan und Isolde havde dyrket, til fordel for et flygtigt, symbolistisk drama, hvor personerne kun udtrykte deres følelser indirekte. Den mystiske atmosfære i operaen blev forstærket ved orkestrering af en bemærkelsesværdig finesse og suggestiv magt.

## Det 20. og 21. århundrede
De første år af det 20. århundrede så yderligere to franske operaer, der, omend de ikke var på niveau med af Debussys præstation, formåede at absorbere Wagners påvirkninger og samtidig bevare et udtryk af en vis individualitet. Disse var Gabriel Faurés dystre Pénélope (1913) og Paul Dukas' farverige, symbolistiske drama, Ariane et Barbe-Bleue (1907). De mere letfærdige genrer som operette og opera comique trivedes stadig i hænderne på komponister som André Messager og Reynaldo Hahn. For mange mennesker repræsenterede lette og elegante værker som disse den sande franske tradition i modsætning til den "teutoniske tyngde", man fandt hos Wagner. Dette mente Maurice Ravel, der skrev kun to korte, men sindrige operaer: L'heure espagnole (1911), en farce, der foregår i Spanien, og L'Enfant et les sortilèges (1925), en fantasi fra barndommens verden, hvor forskellige dyr og møbler kommer til live og synger. En række yngre komponister, der dannede en gruppe, kendt som Les Six tilsluttede sig en æstetik, der lignede Ravels. De vigtigste medlemmer af Les Six var Darius Milhaud, Arthur Honegger og Francis Poulenc. Milhaud var en produktiv og alsidig komponist, der skrev i forskellige former og stilarter, fra Opéras-minutes (1927-28), hvoraf ingen er mere end ti minutter lang til den episke Christophe Colomb (1928). Den schweiziskfødte Honegger eksperimenterede med at blande opera med oratorium i værker som Le Roi David (1921) og Jeanne d'Arc au Biicher (1938). Men den mest succesfulde komponist i gruppen var Poulenc, omend han kom sent til genren med den surrealistiske komedie Les Mamelles de Teiresias i 1947. I fuldstændig kontrast hertil står hans største opera Dialogues des Carmelites (1957), der er et ængsteligt åndeligt drama om den skæbne, der overgår et kloster under den franske revolution. Poulenc er en komponist, der har skrevet nogle af de meget få operaer siden Anden Verdenskrig, der har fået et bredt internationalt publikum. En anden af efterkrigstidens komponister, der tiltrak sig opmærksomhed uden for Frankrig, var Olivier Messiaen, der som Poulenc var en troende katolik. Messiaens religiøse drama Saint François d'Assise (1983) kræver store orkester- og korstyrker og varer fire timer. Værket var videre en en af inspirationskilderne for Kaija Saariahos L'amour de loin (2000). Denisovs L'écume des jours (1981) er en tilpasning af en roman af Boris Vian. Philippe Boesmans' Julie (2005, efter Strindbergs Frøken Julie) blev bestilt af Théâtre de la Monnaie i Bruxelles, der et vigtigt center for fransk opera, nu som på Lullys tid.